# Just Be
Just Be è il secondo album discografico in studio del musicista e produttore discografico olandese Tiësto, pubblicato nell'aprile 2004. All'album collaborano BT, Kirsty Hawkshaw e Aqualung come vocalist.

## Tracce
1. Forever Today – 11:59
2. Love Comes Again – 8:15 (testo: BT)
3. Traffic – 5:30
4. Sweet Misery – 7:29 (testo: Joanne Lloyd, Daniel Muckala)
5. Nyana – 6:44
6. UR – 6:00 (testo: Matt Hales)
7. Walking On Clouds – 7:27 (testo: Kirsty Hawkshaw)
8. A Tear In The Open – 9:23
9. Just Be – 8:45 (testo: Kirsty Hawkshaw)
10. Adagio for Strings – 7:23